# Ella l'éléphant
Ella l'éléphant (Ella the Elephant) est une série télévisée d'animation américaine-canadienne en 52 segments de 11 minutes, produits par Atomic Cartoons, Cookie Jar Entertainment, et Disney Junior Original Production et diffusée initialement entre le 17 février 2014 et le 22 avril 2017 sur Disney Junior aux États-Unis.
Doublée au Québec, la série a été diffusée à partir du 1er juin 2015 à Télé-Québec, et en France, elle a été diffusée sur Tiji.

## Fiche technique
- Titre original : Ella the Elephant
- Titre français : Ella l'éléphant
- Réalisation : Larry Jacobs et John Stocker
- Scénario : Sheila Dinsmore et Brian Hartigan d'après Ella the Elegant Elephant de Carmela et Steven D'Amico
- Animation : Kent McCormick (supervision)
- Layout : Michael Frenette (supervision)
- Son : Ryan Aktari et Ryan Henwood
- Montage : Colin Kish
- Production : Sheila Dinsmore et Nicole Dubuc
- Société de production : Cookie Jar Entertainment, Atomic Cartoons, Disney Junior Original Production
- Société de distribution : Buena Vista Television
- Pays d'origine : États-Unis et Canada
- Langue : anglais
- Format : Couleurs  - stéréo
- Genre : animation
- Nombre d'épisodes : 52 (diffusés par 2)
- Durée : 2 × 11 minutes
- Dates de première diffusion :  États-Unis : 17 février 2014

## Distribution

### Voix originales
- Addison Holley : Ella
- Devan Cohen : Frankie
- Avery Kadish : Tiki
- Sophia Ewaniuk : Ida
- Jaxon Mercey : Georgie
- Peter DaCunha : Sammy
- Gage Munroe : Mikey
- Cleo Tellier : Lucy
- Helen King : Ms Everheart

### Voix québécoises
- Elisabeth Forest : Ella
- Claudine Chatel : Grand-Mère
- Élise Bertrand : Mère
- Daniel Picard : Père
- Denis Mercier : Maire Bleu
- Valérie Gagné : Mademoiselle Belba
- Manon Arsenault : Mademoiselle Briggs
- Sylvain Hétu : Monsieur Mercer
- Paul Sarrasin : Capitaine Kelp
- Ludivine Reding : Belinda
- Gabrielle Thouin : Ida
- Gabrielle Shulman : Ada
- Matis Ross : Franky
- Adèle Lemieux-Gaudreau : Tikky

 Source et légende : version québécoise (VQ) sur Doublage.qc.ca

## Épisodes
1. Salut Miss Molly
2. C'est l'éléphantfête
3. La Petite Singerie
4. La Fête foraine d'Ella
5. L'Esprit d'équipe
6. Une fête orageuse
7. Enfin chez soi
8. L'Oiseau trouble-fête
9. Plus haut, plus haut, encore plus haut !
10. Ella, star du ballon rond
11. Ella s'attire des ennuis
12. Chasseurs de trésor
13. Les Copains d'abord
14. Le Mystère du chapeau
15. Ella à la mode
16. Ella fait la lumière
17. En toute sécurité
18. Le Talent caché
19. Le Camping Ella
20. Ella fait un gâteau
21. Ella s'occupe de tout
22. La Troupe des trompes
23. La Course de la discorde
24. Le Club des filles
25. Ella et l'Intrus
26. Ella et le Gardiennage
27. L'Île d'Ella
28. Lumières, caméra, Ella !
29. Ella et le Chapeau rebelle
30. Mairesse Belinda
31. La Visite de grand-mère
32. Une nuit à l'ère jurassique
33. La Livraison spéciale d'Ella
34. La Quête de Tiki
35. Frankie le génie
36. Souriez !
37. Quelques pas de danse
38. La Mélodie des oiseaux
39. Les Grands Héros éléphanteaux
40. Tiki s'en va
41. Choisissez votre record
42. Concerto de coquillages
43. Sur invitation seulement
44. Le Trésor de la reine Tusk
45. Ella et le Hoquet
46. Trouver la parade
47. Un projet formidable
48. À vos marques, prêts ? tout doucement !
49. Votez pour Ella !
50. Une nuit agitée

Source : Télérama